# Cratere Janina
Janina  è un cratere sulla superficie di Venere.